# Wilhelm Appelmann
Wilhelm Appelmann – oficer artylerii koronnej, cejgwart, inżynier wojskowy.

## Życiorys
Daty życia nieznane. Pochodził z Niderlandów. Jego brat Ellert był admirałem marynarki królewskiej.
W 1621 Wilhelm A. wziął udział w kampanii chocimskiej, służył wówczas jako oficer piechoty autoramentu cudzoziemskiego pułku Ernesta Denhoffa. Wykorzystano wówczas jego wiedzę inżynierską z zakresu budowy umocnień typu holenderskiego. Kierował pracami fortyfikacyjnymi obozu polskiego. Był autorem planów budowy mostów na Dniestrze i umocnień przyczółkowych. W czasie wojny ze Szwecją o Prusy Królewskie walczył w korpusie Jana Bąka Lanckorońskiego, w 1627 brał udział w zdobyciu Pucka, dowodził wówczas 4 kompaniami piechoty gdańskiej ze sprzętem oblężniczym i artylerią. Po zakończeniu działań wojennych został mianowany cejgwartem Prus Królewskich – supremus provisor et praefectus artillaerie, od 1631 nadzorował także zbrojownię w Malborku i Pucku.